# مذبحة ساوداجيس
مذبحة ساوداجيس في 4 مايو 2021 وقعت مذبحة مدرسية في المدرسة البلدية لتعليم الطفولة المبكرة (الحضانة) أكواريلا، الواقعة في مدينة ساوداجيس، بالقرب من مدينة تشابيكو في ولاية سانتا كاتارينا بالبرازيل. تخدم المدرسة الأطفال من سن 6 أشهر إلى سنتين.
توفي ثلاثة أطفال ومعلم وموظف في الهجوم الذي نفذه مواطن يبلغ من العمر 18 عامًا من المدينة، حددته السلطات باسم فابيانو كيبر ماي. كان للقضية تداعيات دولية.

## الطعن
في حوالي الساعة 10 صباحًا في 4 مايو 2021 ركب فابيانو كيبر ماي وهو شاب يبلغ من العمر 18 عامًا وليس له تاريخ إجرامي، دراجته إلى مركز الرعاية النهارية في وسط مدينة ساوداجيس. عند دخوله الحضانة بدأ بمهاجمة معلمة تبلغ من العمر 30 عامًا، وعلى الرغم من إصابتها فقد ركضت إلى غرفة كان فيها أربعة أطفال وموظف مدرسة، في محاولة لتحذيرهم من الخطر. ثم هاجم فابيانو ماي الأطفال الذين كانوا في الغرفة والموظف. وتوفيت على الفور فتاتان دون الثانية من العمر والمعلم الذي تعرض للهجوم الأولي. توفي طفل آخر والموظف في وقت لاحق في المستشفى.
عندما تلقت وزيرة التعليم في المدينة جيزيلا هيرمان مكالمة هاتفية تبلغ عن الحالة، ذكرت صحيفة جي 1 أنها ذهبت إلى مكان الحادث ووصفت ما رأته: «وصلنا إلى هناك، كان مشهد من الرعب، تمكنت من الوصول إلى المدرسة. كان هناك رجل ملقى على الأرض لكنه لا يزال على قيد الحياة، وهو أيضًا معلم وطفل ميتان. كانت الغرفة مغلقة، ولم يسمحوا لنا بالدخول».
طبقاً لـ صحيفة جي 1 أخفت الموظفة الأطفال عندما بدأ القاتل الهجوم.
قال مندوب تشابيكو الإقليمي ريكاردو نيوتن كاساغراندي إن الشاب دخل المكان وضرب الضحايا في الوجه.
تم القبض على فابيانو ماي على الفور ونقل في حالة خطيرة إلى مستشفى في مدينة بينهالزينيو المجاورة، بعد محاولته الانتحار بطعن نفسه بالوجه.

## الحداد الرسمي
أعلنت حاكمة الولاية دانييلا راينهر الحداد الرسمي على موقعها على تويتر: «صدر حداد رسمي لمدة ثلاثة أيام في الدولة بعد مأساة ساوداجيس، حيث توفي أطفال ومعلمون من مركز لتعليم الطفولة المبكرة. أعبر عن حزني العميق وأقدم تضامني. لقد قررت أن تقدم الحكومة كل الدعم اللازم. للعائلات».